# Geranium mlanjensis
Geranium mlanjensis är en näveväxtart som beskrevs av Jack Rodney Laundon. Geranium mlanjensis ingår i släktet nävor, och familjen näveväxter. Inga underarter finns listade i Catalogue of Life.